# بيت القاصرات (فلم)
بيت القاصرات هو فيلم دراما مصري من إخراج أحمد فؤاد وبطولة محمود عبد العزيز، سماح أنور، محسنة توفيق، أحمد راتب ونعيمة الصغير. صدر الفيلم في 15 أكتوبر 1984.

## نبذه
نعيمة موقوفة في دار الأحداث، تثبت حسن سلوكها وترسل إلى إحدى المستشفيات لتتعلم التمريض؛ يتقدم حبيبها أمين للمديرة للزواج منها فترفض هذه الأخيرة تزويجهما.

## طاقم العمل
- محمود عبد العزيز بدور أمين
- سماح أنور بدور نعيمة [2]
- محسنة توفيق بدور مديرة الدار
- أحمد راتب بدور دكتور كمال
- نعيمة الصغير بدور المعلمة جمالات

## وصلات خارجية
- مقالات تستعمل روابط فنية بلا صلة مع ويكي بيانات